# Alba Torrens
Alba Torrens Salom (* 30. August 1989 in Binissalem, Balearische Inseln) ist eine spanische Basketballspielerin. Zumeist wird sie als Shooting Guard oder Small Forward eingesetzt.

## Laufbahn
Alba Torrens begann ihre Laufbahn als Juniorin 2001 bei CB Sant Josep in Palma. Im März 2004 wechselte sie nach Barcelona, in den Nachwuchs von Segle XXI, wo sie ab der Saison 2004/05 bereits in der ersten Mannschaft spielte, die zu diesem Zeitpunkt in der zweiten Spielklasse vertreten war. Im Sommer 2006 wurde Torrens zum Erstligisten RC Celta Indepo aus Vigo transferiert. Mit ihrem Verein konnte die junge Spanierin zwar keine Erfolge feiern, doch selbst entwickelte sie sich zu einem der größten Talente der Liga. Am 9. April 2009 wurde sie in der WNBA Draft an 36. Stelle von den Connecticut Sun ausgewählt, entschied sich jedoch zu einem Verbleib in ihrer Heimat, wo sie zum Spitzenklub Perfumerías Avenida wechselte. Im Jahr 2009 wurde sie von der FIBA Europa mit dem Young Women’s Player Of The Year Award für die beste Spielerin des Kontinents unter 22 Jahren ausgezeichnet. Mit ihrem Klub Perfumerías Avenida feierte sie insbesondere in der Saison 2010/11 zahlreiche Erfolge. National holte sie sowohl die Spanische Meisterschaft als auch den Supercup und krönte die Saison mit dem Gewinn der Euroleague Women durch ein 68:59 im Finale gegen Spartak Moskau. Sie selbst wurde für ihre herausragenden Leistungen zum MVP des Final-Four gewählt.
Im Sommer 2011 entschloss Alba Torrens sich zu einem Wechsel zum türkischen Spitzenklub Galatasaray Medical Park. Im Januar 2012 zog sie sich einen Kreuzbandriss zu und fiel für den Rest der Saison aus. Die FIBA Europa wählte sie wenig später zu Europas Spielerin des Jahres 2011.
Am 7. Januar 2013, fast ein Jahr nach ihrer schweren Knieverletzung, gab Alba Torrens ihr Comeback beim Finalsieg ihrer Mannschaft im türkischen Pokal und war Topscorerin der Siegerauswahl beim Finalsieg der spanischen Nationalmannschaft bei der EM 2013.
Seit der Saison 2014/2015 spielte Torrens unter anderem an der Seite von Brittney Griner und Jonquel Jones für den russischen Verein UGMK Jekaterinburg. Nach dem russischen Überfall auf die Ukraine 2022 verließ Torrens Anfang März 2022 UGMK und kehrte nach Spanien zurück, wo sie für die Saison 2022/2023 bei Valencia BC unterschrieb.

### Nationalmannschaft
Alba Torrens spielte schon in jungen Jahren erfolgreich für die Nationalmannschaft ihres Landes. 2004 gewann sie mit der U-16 die Europameisterschaft und wurde zum MVP des Turniers gewählt. Im folgenden Jahr konnte sie den Titel erfolgreich verteidigen. Im Jahr 2006 eroberte sie mit der spanischen U-18 erneut Gold und erreichte 2007 die Silbermedaille. Bei der U-20-Europameisterschaft 2009 erreichte sie mit Spanien die Silbermedaille und wurde zudem zur Wertvollsten Spielerin ernannt.
Ihr Debüt für die A-Nationalmannschaft feierte Alba Torrens bereits im Alter von 18 Jahren, im Zuge der Vorbereitung für die Olympischen Spiele 2008. Dort erreichte sie mit ihrem Team den 5. Platz. Sowohl bei der Europameisterschaft 2009 als auch bei der Weltmeisterschaft 2010 war sie Teil des Aufgebots und gewann jeweils die Bronzemedaille. Bei der EM 2011 war sie erneut im Kader, erreichte mit Spanien jedoch nur den 9. Platz.

## Erfolge und Ehrungen
Verein:
- Euroleague Women: 2010/11, 2013/14
- Spanische Meisterschaft: 2010/11
- Spanischer Supercup: 2010/11
- Türkische Meisterschaft: 2013/14
- Türkischer Pokal: 2011/12, 2012/13, 2013/14

Nationalmannschaft:
- Weltmeisterschaft: Bronze 2010
- Europameisterschaft: Gold 2013, Bronze 2009
- U-20 Europameisterschaft: Silber 2009
- U-18 Europameisterschaft: Gold 2006, Silber 2007
- U-16 Europameisterschaft: Gold 2004, 2005

Ehrungen:
- Europas Spielerin des Jahres 2011 und 2014 (FIBA Europa)
- Europas Spielerin des Jahres 2011 und 2013 (La Gazzetta dello Sport)
- Final-Four MVP der Euroleague Women 2010/11 und 2013/14
- Europas junge Spielerin des Jahres 2009
- MVP der U-20-Europameisterschaft 2009
- MVP der U-16-Europameisterschaft 2004